# Thom Merrilin
Thomdril Merrilin is een personage uit de fantasy-boekencyclus Het Rad des Tijds, geschreven door Robert Jordan. Zijn bijnaam is de Grijze Vos, vanwege zijn voortreffelijke kennis van Daes Dae'mar, het spel der huizen. Hij heeft een verleden als hofbard van het koninklijk paleis van Caemlin en heeft destijds koningin Morgase op de Leeuwentroon geholpen. Toch kwam hij in ongenade bij de koningin en sindsdien is hij een rondtrekkend speelman.
Thom had ook een broer, totdat het uitkwam dat hij kon geleiden en door de Aes Sedai werd gestild en stierf. Sindsdien heeft hij een grote afkeer van de Aes Sedai.

## Samenvatting van Thoms avonturen

#### Het Oog van de Wereld
Thom komt als speelman rond Beltije aan in het dorpje Emondsveld in Tweewater. Hij ontdekt dat daar op dat moment ook de Aes Sedai Moiraine en haar zwaardhand Lan zijn. Hij luistert hen af wanneer ze 4 jonge uit Emondsvelders (Rhand, Mart, Perijn en Egwene) naar de Witte Toren wil brengen. Thom ruikt onraad en besluit mee te reizen. In Baelon komt er nog een 5e Emondsvelder bij (Nynaeve). In Shadar Logoth splitst het hele gezelschap op in verschillende groepen. Thom reist samen met Rhand en Mart met de boot van Baile Domon naar Wittebrug. Daar verschijnt er een Myrddraal en Thom offert zich op om Rhand en Mart te redden. Hij zegt ze naar Caemlin te gaan en daar op Moiraine te wachten.

#### De Grote Jacht
Rhand loopt Thom opnieuw toevallig tegen het lijf in de stad Cairhien. Thom was niet meer in staat zijn vroegere tuimelkunsten te vertonen door zijn gevecht met de Myrddraal. Dus heeft hij een meisje Dena opgeleid als bard om zo extra geld te verdienen. Maar Ta'veren Rhand brengt alles in de war. De Cairhiense edelen dachten dat Rhand een edelman was en probeerden hem voor zich te winnen in hun altijd voortdurende Daes Dae'mar. Thom treedt op bij Barthanes (de voornaamste tegenstander van koning Galdrian) terwijl hij Rhand ontvangt. Galdrian wist dat Thom Rhand kende en hij wist ook dat hij in dienst was van Barthanes. Hij zag in Thom een tegenstander en liet zijn liefste bezit, Dena, vermoorden. Thom zocht wraak en heeft mogelijk eigenhandig Galdrian vermoord. Rhand had tijdens zijn bezoek de voornaamste troonopvolger en duistervriend, Barthanes, vermoord. Het land Cairhien kwam hierdoor in een burgeroorlog.

#### De Herrezen Draak
Thom moest wegvluchten uit Cairhien en is in een herberg in Tar Valon beland. Daar ontmoet hij Mart, die net geheeld is van de dolk uit Shadar Logoth. Thom gaat met hem naar Caemlin om een brief van Elayne te bezorgen. Daar ontdekken zij dat er een aanslag op Elayne wordt beraamd. Elayne, Egwene en Nynaeve zijn ondertussen in Tyr op jacht naar de Zwarte Ajah. Mart en Thom snellen hen achterna om hen te waarschuwen. In Tyr komt Thom te weten dat ze in de Steen van Tyr gevangenzitten en Mart redt hen. Ondertussen nemen Rhand Altor en de Aiel de Steen in.

#### De Komst van de Schaduw
Hoewel de moordaanslag mislukt is, is het merendeel van de Zwarte Ajah kunnen ontsnappen. Elayne en Nynaeve gaan verder op jacht richtin Tanchico in Tarabon. Thom gaat met hen mee om hen te beschermen in ruil voor Moiraines belofte om de schuldige voor de dood van Thoms broer te verklappen. In opdracht van Lan gaat ook de Tyreense dievenvanger Juilin Sandar mee.
Ze hebben geluk want ze mogen meevaren met een van de schepen van het Zeevolk. Mede door de krachten van Elayne hebben ze een supersnelle tocht naar Tanchico. Waar het speurwerk naar de Zwarte Ajah begint. Thom en Juilin nemen hun taak zeer ernstig en laten de twee Aanvaarden zelden de herberg buitenkomen. Uiteindelijk merken de speurders dat de Zwarte Ajah zich in het Panarchenpaleis bevindt. Elayne en Nynaeve dringen het paleis binnen en redden de Panarch. Nynaeve ontdekt ook dat het gevaar niet enkel komt van de Zwarte Ajah, maar ook van de Verzaker Moghedien.

#### Vuur uit de Hemel
Sinds Moghedien bijna door Nynaeve gedood is, zint ze op wraak. Ze neemt de leiding over de Zwarte Ajah en vlucht Tanchico uit. Nynaeve, Elayne, Thom en Juilin gaan ze achterna. In een dorpje van Amadicia worden de twee Aanvaarden echter gevangengenomen door een faktoor van de Gele Ajah met als opdracht ze terug te brengen naar de Witte Toren. Thom en Juilin redden hen. Daarna sluiten ze zich aan bij het Beestenspul van Valan Luca. Thom wordt hier messenwerper. In Tel'aran'rhiod, de dromenwereld, ontdekt Nynaeve dat Elaida Sedai nu de Amyrlin Zetel is. Moghedien vindt Nynaeve in Tel'aran'rhiod en kwam zo hun verblijfplaats in de echte wereld ook te weten. Ze vluchtten richting Salidar. Terug in de dromenwereld zet Nynaeve Moghedien gevangen met een A'dam.